# Кочо Мияйлев
Кочо Божинов Мияйлев е български революционер, деец на Вътрешната македоно-одринска революционна организация.

## Биография
Роден е през 1880 година в битолското село Брезово, Османската империя, днес Северна Македония. Присъединява се към ВМОРО през 1898 година, действа заедно с Йордан Пиперката и участва в битките при Брезово и Ново село. След смъртта на войводата продължава с революционната дейност.